# Ren (prénom)
Pour les articles homonymes, voir Ren.
Ren (れん) est un prénom japonais mixte et un prénom masculin chinois. C'est également un prénom utilisé au masculin dans certaines œuvres de fiction.
Au Japon, ce prénom est actuellement très fréquent (2e au classement des naissances il y a quelques années) et se retrouve principalement parmi les jeunes.

## Enkanjis
- (f) 蓮 : lotus. C'est l'écriture la plus répandue ;
- (f) 恋 : romance, amoureuse ;
- (f) 蓮華 : pétale de lotus.

## Personnes célèbres
- (m) Ren Osugi (大杉 漣, Osugi Ren?, Ren étant un prénom d'emprunt), acteur dans Hana-bi (はなび), Aniki, mon frère, Uzumaki, Dead or Alive, Audition, The Twilight Samurai, Sonatine, mélodie mortelle, Charisma, Crazy Lips ;
- (m) Ren Zhengfei, fondateur de Huawei Technologies ;
- Ren Tamura est un seiyū (doubleur).

## Dans les œuvres de fictions
- Ren est un personnage de DearS.
- Ren Shingyou est un personnage secondaire de Fushigi Yūgi.
- (f) Ren (Reverie Metherlence) est un personnage de Erementar Gerad.
- (m) Tao Ren est un personnage (chinois) de Shaman King.
- (m) Ren Honjō est un personnage du manga Nana.
- (f) Ren Soma est un personnage de Fruits Basket.
- (m) Ren Mihashi est un personnage de Ōkiku Furikabutte.
- (m) Ren Tsukimori est un personnage de La Corde d'or.
- (m) Ren Tsuruga est un personnage de Skip Beat.
- (m) Ren Kannagi est un personnage du manga Kaze no Stigma.
- (m) Ren Jinguji est un personnage du manga Uta no prince-sama.
- (m) Ren Kagamine (ou Len) (鏡音レン, litt. « son miroir ») est un Vocaloid, frère jumeau de Rin Kagamine.
- (m) Ren Lie est un personnage (chinois) dans RWBY.
- (f) Ren (ou Len) est le nom du familier de Tohno Shiki dans Tsukihime.
- (m) Ren est le nom du all-mate de Seragaki Aoba dans DRAMAtical Murder.
- Ren Kaidou est un personnage du manga Super Lovers.
- Ren Kiryu est un personnage de Vampire Knight Memories.
- Ren, sœur jumelle de Ran et personnage de Re:Zero kara hajimeru isekai seikatsu.
- (m) Ren Hana est un personnage du jeu vidéo Boyfriend To Death.
- Les Chevalier de Ren sont des personnages de film et de livre  Star Wars
- Kylo Ren est un personnage de film Star Wars
- Ren est un personnage du manga To Love Ru
- Ren Amamiya (Joker) est un personnage du jeu vidéo Persona 5 qui apparaît aussi dans le jeu Super Smash Bros Ultimate.